# Barbara Nash
Barbara Nash (1903 – ?) va ser una nedadora sud-africana que va competir a començaments del segle xx.
El 1920 va prendre part en els Jocs Olímpics d'Anvers, on va disputar els 100 i 300 metres lliures del programa de natació. Quedà eliminada en semifinals en ambdues proves.